# رخداد تازه
رخداد تازه یک مؤسسه مطالعاتی خصوصی در ایران است که با هدف مطالعه و پژوهش در حوزه‌های فلسفه، جامعه‌شناسی، تاریخ، الهیات و هنر، و تشکیل سمینار و کارگاه در این حوزه‌ها تأسیس شد. این مؤسسه همچنین برای نشست‌های کارگروه مستند جامعه‌شناختی آن که به پخش و تحلیل فیلم مستند می‌پرداخت مشهور بود.
رخداد تازه توانست در سال‌هایی که نهاد دانشگاه و رسانه تحت فشار بودند، نقش مهمی در روشن نگهداشتن فضای بحث و گفتگوی روشنفکری بازی کند. این مؤسسه تلاش داشت به نهادی مدنی تبدیل شود که به دست خود اعضایش اداره می‌شود و از این طریق راه را برای دموکراتیک‌سازی دانش باز کند. در مرداد ۱۳۹۲، مؤسسه در اطلاعیه‌ای، برای تشکیل کارگروه‌های تخصصی فراخوان عمومی داد و هدف از این کار را «رفتن به سمت تشکیل یک خانه علوم انسانی» اعلام کرد.
شیوهٔ آموزشی که در اندیشکده رخداد تازه مدنظر بود، نظریه و عمل را هم‌پای هم می‌دید.
در این اندیشکده کارگروه‌های مختلفی به فعالیت مشغول بودند و روی موضوعاتی همچون شهر، جنسیت، زیست غیررسمی، محلات شهری و مستند تمرکز داشتند.
مدیر عامل این مؤسسه مصطفی مهرآئین (دکترای جامعه‌شناسی و عضو هیئت علمی دانشگاه) بوده و اعضای هیئت مدیره آن محمد رضایی (جامعه‌شناس)، محمد فاضلی (جامعه‌شناس)، ابوالفضل حاجی زاده (جامعه‌شناس)، پرویز جهانگیری (جامعه‌شناس) و محسن افضلی شیخی (جامعه‌شناس) بودند.
این مؤسسه در تیرماه ۱۳۹۰ با مدیریت مصطفی مهرآیین تأسیس شد، اما در پاییز ۱۳۹۳ به دلیل مشکلات اقتصادی و همچنین باور مدیریت آن به از بین رفتن شرایط اجتماعی که انجام چنین فعالیتی را توجیه می‌کرد، به کار خود پایان داد. البته مدیریت مؤسسه به منظور حفظ نام و ارزش مؤسسه به گروه دیگری از فعالان مدنی اجازه داد که از نام «رخداد تازه» در نامگذاری مؤسسه جدید خود استفاده کنند. این مؤسسه جدید که به لحاظ ساختار و فعالیت هیچ نسبتی با مؤسسه رخداد تازه نداشت، «رخداد تازه اندیشه» نام گرفت.
همچنین کارگروه مستند با نام «رخداد تازه مستند» به کار خود ادامه داد.

## اهداف
رخداد تازه با هدف مطالعه و پژوهش در پنج حوزه جامعه‌شناسی، تاریخ، فلسفه، الهیات و هنر بنیان‌گذاری شد و تشکیل سمینارها و کارگاه‌ها در این حوزه‌ها از فعالیت‌های اصلی آن بود.
چهار هدف عمده این مؤسسه عبارت است از:
1. کمک به توسعه و رشد پایدار جامعه از طریق انجام طرح‌های پژوهشی
2. تولید دانش دربارهٔ ابعاد متفاوت حیات اجتماعی جامعه ایران با هدف کمک به سیاستگذاران و مجریان فرایند توسعه در کشور
3. تولید دانش نظری و روش شناختی دربارهٔ موضوعات مهم اجتماعی و کمک به بسط آن‌ها از طریق برگزاری سمینارها و کارگاه‌های آزاد ترویجی
4. تولید دانش با هدف کاستن از رنج‌های مردم، کمک به کاهش فقر و انحرافات در جامعه و تقویت فضای شاد و پر از آرامش و آسایش در جامعه

## مدرسان
سعید لیلاز، مصطفی ملکیان، مصطفی مهرآیین، بیژن عبدالکریمی، عباس مخبر، محمد ضیمران، احسان شریعتی، علی باباچاهی، محمد شمس لنگرودی، مقصود فراستخواه، سید هاشم آقاجری، خشایار دیهیمی، علی اصغر حداد، فاطمه صادقی، محمدمهدی اردبیلی، مسعود علیا، هومن پناهنده، حسام سلامت، علی ثباتی،  ابراهیم قیصری، محمد دهقانی، مهدی پارسا، کاوه لاجوردی و حمیدرضا رحمانی‌زاده دهکردی، علیرضا احمدی، آرش حیدری، مهدی یوسفی، علی خدادادی و… در دوره‌های مختلف مؤسسه رخداد تازه تدریس کرده‌اند.

## کارگروه مستند جامعه‌شناختی
مستند جامعه‌شناختی بر شیوه‌هایی از مستندسازی تکیه دارد که از نظر عملکردی و معرفت‌شناختی تفاوت‌های عمده‌ای با شیوه‌های رایج ساخت مستندهای اجتماعی دارد. مستند جامعه‌شناختی از دل تفکر انتقادی برآمده و حاصل ورود نگاه انتقادیِ جامعه‌شناسی به سینمای مستند تنها شکل‌گیریِ گونه‌ای فیلم مستند با عنوان مستند جامعه‌شناختی نیست، بلکه گسترش و انتقال این نگاه به عرصه‌های نقد و نظر است؛ این‌که منتقدان و علاقه‌مندان سینمای مستند بتوانند در تفسیر مقولات واقعیت و بازنمایی با ویژگی‌های رهایی‌بخش روبرو شوند که مداخله و فعالیت را جانشین انفعال می‌کند. سرتیم کار گروه مستند پوریا جهانشاد بود.
در تیرماه ۱۳۹۴ کارگروه مستند جامعه‌شناختی در اندیشکدهٔ رخداد تازه بنیان‌گذاری شد. هدف از ایجاد این کارگروه صورتبندیِ نظریِ مستند جامعه شناختی، آموزش کارگاهیِ آن و ترویج این ایده بود.
فعالیت‌های کارگروه مستند جامعه شناختی بر سه اساس استوار بود؛ آموزش، پژوهش و ترویج. در بخش ترویج ۳۴ نشست برگزار شد که در همه آنها فیلمساز حضور داشت و با همین دیدگاه انتقادی مستندها مورد بررسی و گفتگو قرار می‌گرفت. در بخش پژوهش دربارهٔ مبانی نظری ترم مستند جامعه شناختی به‌طور مفصل نوشته و صحبت شد. کارگروه نقدهای بسیاری در فصل نامه «سینما حقیقت» و دیگر نشریات تخصصی نگارش و منتشر کرد.
پس از تعطیلی این اندیشکده، اعضای کارگروه مستند جامعه شناختی همچنان در قالب گروه رخداد تازهٔ مستند به فعالیت خود ادامه دادند.